# Ziua Internațională a Organizației Națiunilor Unite pentru menținerea păcii
Ziua Internațională a Forțelor de Menținere a Păcii a Națiunilor Unite, 29 mai, este ziua internațională pentru a aduce un omagiu tuturor bărbaților și femeilor care au servit și continuă să servească în operațiunile de menținere a păcii ale Națiunilor Unite pentru nivelul lor de înalt profesionalism, dăruire și curaj, dar și pentru a cinsti memoria celor care și-au pierdut viața în cauza păcii”.

## Creare
Aceasta a fost desemnată prin Raportul 57/129 a Adunării Generale a Națiunilor Unite, la 11 decembrie 2002, după o solicitare oficială a Asociației Ucrainene pentru Menținerea Păcii și a Guvernului Ucrainei către Adunarea Generală a ONU și sărbătorită pentru prima dată în 2003. Data de 29 mai, marchează aniversarea creării Organizației Națiunilor Unite de Supraveghere a Armistițiului (UNTSO) în 1948, pentru a monitoriza încetarea focului după războiul arabo-israelian din 1948, care a fost prima misiune de menținere a păcii ONU.

## Comemorare
Ziua este marcată la sediul Națiunilor Unite din New York prin prezentarea Medaliei Dag Hammarskjöld, declarații ale Președintelui Adunării Generale și ale Secretarului General, dar și un comunicat de presă privind starea misiunilor ONU de menținere a păcii și necesitatea continuă a muncii lor.
Există și alte observații în întreaga lume, de multe ori, țările își vor onora propriile forțe de menținere a păcii în străinătate, dar ONU organizează și festivaluri, forumuri de discuții și memoriale în cooperare cu grupuri locale și naționale.
În 2009, ONU a pus un accent special pe rolul și nevoia femeilor în menținerea păcii, atât ca modele de urmat, cât și pentru a servi într-o serie de capacități specifice genului
Ziua Națională a Forțelor de Menținere a Păcii este comemorată în Canada pe 9 august, în amintirea pierderii de vieți omenești, când un avion de pasageri alb inscripționat  ONU, a fost doborât de Siria.